# Плаксюк Любов Олександрівна
Любо́в Олекса́ндрівна Плаксю́к — лейтенант Збройних сил України, учасниця російсько-української війни, що відзначилася у ході російського вторгнення в Україну в 2022 році.

## Життєпис
Молодший лейтенант Любов Плаксюк мріяла стати військовою ще під час навчання у загальноосвітній школі рідної Баранівки Новоград-Волинського району на Житомирщині. Але спочатку здобула у закладі вищої освіти фах вчителя історії та права, а потім ще й працювала рік з невеликим на посаді вчителя історії та правознавства на Житомирщині, поки не закрили її сільську школу. Початок воєнних дій на Сході України знову нагадали про дитячу мрію. У 2016 році Любов Плаксюк підписала контракт. Почала працювати на посаді радіотелефоніста в 14-му батальйоні територіальної оборони «Черкаси». За кілька місяців її призначили командиром відділення. Згодом потрапила до артилерійської бригади імені генерал-хорунжого Романа Дашкевича. Згодом була призначена командиром відділення управління, виконувала обов'язки офіцера-психолога одного із самохідних дивізіонів артилерійської бригади. На початку листопада 2016 року потрапила в район проведення АТО. Перша ротація пройшла у бліндажах. На практиці освоїла артилерійські установки 152-мм дивізійної самохідної гаубиці 2С19 «Мста-С». Ще більше сподобався функціонал «Гіацинта-С». Жінка зробила дебютний постріл з неї на полігоні в Гончарівському на Чернігівщині.
Після цього Любов Плаксюк призначили командиром взводу управління самохідного артдивізіону «Гіацинтів-С» артилерійської бригади імені генерал-хорунжого Романа Дашкевича оперативного командування «Північ» Сухопутних військ ЗС України. Сама молодший лейтенант перед повномасштабним російським вторгненням в Україну мріяла очолити єдиний у ЗСУ дивізіон «Гіацинтів-С». Вона щодня вдосконалює професійні навички, збагачує знання. І вважає себе щасливою, бо з радістю йде на службу і з не меншим задоволенням проводить час з родиною.
На думку експертів часопису «Фокус», у жовтні 2020 року Любов Плаксюк увійшла до рейтингу «100 найвпливовіших жінок України за версією журналу Фокус» під № 60.

## Родина
Батьки та 6-річний син.

## Нагороди та відзнаки
- відзнака «Людина року — 2019» у номінації «Охорона та оборона» Баранівської міської об'єднаної територіальної громади[5];
- 60-е місце в рейтингу «100 найвпливовіших жінок України за версією журналу Фокус» 2020 року[4].

## Нагороди
- орден Богдана Хмельницького III ступеня (2022) — за особисту мужність і самовіддані дії, виявлені у захисті державного суверенітету та територіальної цілісності України, вірність військовій присязі[6].